# Karlsburger Holz (Schleswig)

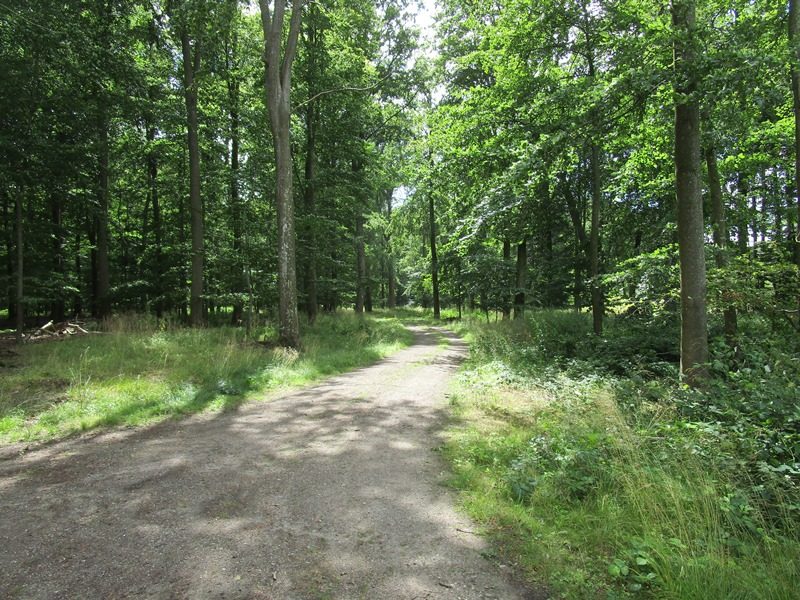
Waldweg im Karlsburgerholz (Gereby Skov)

Das Karlsburger Holz (auch Karlsburger Gehölz, Gerebyer Holz u. Gerebyholz, dänisch Karlsborg Skov u. Gereby Skov) ist ein 186 ha großes zwischen den Gemeinden Dörphof, Thumby und Winnemark auf der Halbinsel Schwansen im Nordosten Schleswig-Holsteins (Südschleswig) gelegenes Waldgebiet. Der größte Teil untersteht der Gemeinde Thumby. Der Name des Waldes leitet sich von der Siedlung und dem Gut Karlsburg bzw. Gereby ab. Heute ist das Gehölz im Besitz des Gutes Grünholz. Geografisch ist das Gebiet nur wenige km zwischen Schlei und der Ostseeküste in einem ansonsten stark landwirtschaftlichen Umfeld eingebettet. Bei dem Gehölz handelt es sich um einen naturnahen Laubwald und zugleich um den größten, geschlossenen Laubwaldbestand im Naturraum Schwansen mit naturnahen Buchen- sowie Eichen- und kleinflächig Eichen-Hainbuchenwäldern in unterschiedlichen Altersphasen und Entwicklungsstufen auf schwach bewegter weichseleiszeitlicher Grundmoräne. Es bestehen mehrere Wander- und Reitwege. Das Karsburger Holz ist als FFH-Gebiet 1425-301 ausgewiesen.